# Svetovno prvenstvo športnih dirkalnikov sezona 1978
Svetovno prvenstvo športnih dirkalnikov sezona 1978 je bila šestindvajseta sezona Svetovnega prvenstva športnih dirkalnikov, ki je potekalo med 4. februarjem in 3. septembrom 1978. Naslov konstruktorskega prvaka je osvojil Porsche.

## Spored dirk
| Št | Ime                  | Dirkališče                     | Datum                 |
| -- | -------------------- | ------------------------------ | --------------------- |
| 1  | 24 ur Daytone        | Daytona International Speedway | 4. februar 5. februar |
| 2  | 6 ur Mugella         | Mugello Circuit                | 19. marec             |
| 3  | 6 ur Dijona          | Dijon-Prenois                  | 16. april             |
| 4  | 6 ur Silverstona     | Silverstone Circuit            | 14. maj               |
| 5  | 1000 km Nürburgringa | Nürburgring                    | 28. maj               |
| 6  | 6 ur Misana          | Misano                         | 25. junij             |
| 7  | 6 ur Watkins Glena   | Watkins Glen International     | 8. julij              |
| 8  | 6 ur Vallelunge      | Vallelunga                     | 3. september          |

## Rezultati

### Po dirkah
| Št | Dirkališče    | Zmag. moštvo                                | Poročilo |
| Št | Dirkališče    | Zmag. dirkača (-i)                          | Poročilo |
| -- | ------------- | ------------------------------------------- | -------- |
| 1  | Daytona       | #99 Brunos Porsche                          | Poročilo |
| 1  | Daytona       | Rolf Stommelen Toine Hezemans Peter Gregg   | Poročilo |
| 2  | Mugello       | #12 Gelo Racing Team                        | Poročilo |
| 2  | Mugello       | John Fitzpatrick Hans Heyer Toine Hezemans  | Poročilo |
| 3  | Dijon-Prenois | #2 Porsche Kremer Racing                    | Poročilo |
| 3  | Dijon-Prenois | Bob Wollek Henri Pescarolo                  | Poročilo |
| 4  | Silverstone   | #1 Martini Racing                           | Poročilo |
| 4  | Silverstone   | Jochen Mass Jacky Ickx                      | Poročilo |
| 5  | Nürburgring   | #3 Gelo Racing Team                         | Poročilo |
| 5  | Nürburgring   | Klaus Ludwig Hans Heyer Toine Hezemans      | Poročilo |
| 6  | Misano        | #7 Porsche Kremer Racing                    | Poročilo |
| 6  | Misano        | Bob Wollek Henri Pescarolo                  | Poročilo |
| 7  | Watkins Glen  | #30 Weisberg Gelo                           | Poročilo |
| 7  | Watkins Glen  | Peter Gregg Toine Hezemans John Fitzpatrick | Poročilo |
| 8  | Vallelunga    | #3 Porsche Kremer Racing                    | Poročilo |
| 8  | Vallelunga    | Bob Wollek Henri Pescarolo                  | Poročilo |

### Konstruktorsko prvenstvo
Točkovanje po sistemu 20-15-12-10-8-6-4-3-2-1, točke dobi le najbolje uvrščeni dirkalnik posameznega konstruktorja.
| Poz | Konstruktor  | 1. | 2. | 3. | 4. | 5. | 6. | 7.   | 8.   | Skupaj |
| --- | ------------ | -- | -- | -- | -- | -- | -- | ---- | ---- | ------ |
| 1=  | Porsche - I  | 20 | 20 | 20 | 20 | 20 | 20 | (20) | (20) | 120    |
| 1=  | Porsche - II |    |    |    | 12 |    |    |      |      | 12     |
| 2   | BMW          |    | 20 | 20 | 20 | 20 | 20 | 20   | (20) | 120    |
| 3=  | Chevrolet    |    |    |    |    |    |    | 10   |      | 10     |
| 3=  | Fiat         |    |    |    |    |    | 10 |      |      | 10     |
| 5=  | Renault      |    |    |    |    |    | 8  |      |      | 8      |
| 5=  | de Tomaso    |    | 6  |    |    | 2  |    |      |      | 8      |
| 7   | Jaguar       |    |    |    |    |    |    | 6    |      | 6      |
| 8=  | Ford - II    |    |    |    |    | 4  |    |      |      | 4      |
| 8=  | Ford -I      |    |    |    | 1  |    |    |      |      | 1      |
| 9   | Ferrari      | 3  |    |    |    |    |    | 1    |      | 4      |
| 10= | Volkswagen   |    |    |    |    | 3  |    |      |      | 3      |
| 10= | Lancia       |    | 3  |    |    |    |    |      |      | 3      |